# جيسيكا هان
جيسيكا هان (بالإنجليزية: Jessica Hahn)‏ هي عارضة وممثلة أمريكية، ولدت في 7 يوليو 1959 في ماسابيكوا في الولايات المتحدة.

## وصلات خارجية
- جيسيكا هان على موقع IMDb (الإنجليزية)
- جيسيكا هان على موقع إن إن دي بي (الإنجليزية)
- جيسيكا هان على موقع قاعدة بيانات الفيلم (الإنجليزية)